# Triaeris lacandona
Triaeris lacandona är en spindelart som beskrevs av Brignoli 1974. Triaeris lacandona ingår i släktet Triaeris och familjen dansspindlar.
Artens utbredningsområde är Guatemala. Inga underarter finns listade i Catalogue of Life.